# Glenn Murray (numismático)
Glenn Stephen Murray Fantom (Los Ángeles
, 28 de noviembre de 1952), naturalizado español en 2001, es un experto en numismática, doctor en Historia Moderna 
por la Universidad de Valladolid, y está afincado en Segovia (España) desde 1988.
Autor de numerosas obras especializadas en numismática, fue galardonado con el gran "Premio Unión Europea de Patrimonio Cultural/Europa Nostra" en 2009, por su trayectoria científica en relación con el estudio y la rehabilitación de la Casa de la Moneda de Segovia.

## Biografía
Nacido en la ciudad de Los Ángeles (California) en 1952, es licenciado en Estudios Hispanoamericanos por la Universidad de Miami, EE. UU., (1974). De 1975 a 1982 vivió en varios países andinos donde trabajó como fotógrafo freelance, dentro de las especialidades de antropología y numismática. En 1987 visitó la ciudad de Segovia (España) donde encontró la antigua Casa de Moneda abandonada y en ruinas. Regresó a su país y seis meses después decidió trasladarse a España e instalarse en Segovia. En esta ciudad, desde entonces y hasta el momento presente, lleva a cabo su actividad profesional.
En el año 1988 presentó a las autoridades segovianas un proyecto de rehabilitación del conjunto de los edificios de la Casa de Moneda de Segovia, bajo el nombre Proyecto Segovia ´92, que consistía en la instalación de un museo vivo sobre técnicas de acuñación que incluiría la producción de piezas artesanales para la venta. El museo sería inaugurado en 1992, coincidiendo con la celebración del V Centenario del Descubrimiento de América. Sin embargo, el proyecto no consiguió despegar debido a los retrasos en la expropiación del viejo edificio y la falta de financiación. Para intentar superar esos graves inconvenientes, en 1993 recurrió a la iniciativa ciudadana y fundó la Asociación Amigos de la Casa de la Moneda de Segovia, con la finalidad de impulsar la rehabilitación del edificio desde la sociedad. En 1997, la Asociación, presidida por Murray, propuso recuperar la Ceca con el fin de tener un marco idóneo para acoger la ceremonia del lanzamiento del euro, cuyo comienzo estaba previsto en enero de 2002. Para lo cual, contaba con el apoyo de varios senadores segovianos, que en 1998, lograron la firma de un protocolo de convenio entre las administraciones encaminado a llevar a cabo la rehabilitación. Asimismo, Murray propuso y consiguió la integración del Ayuntamiento de Segovia y la Casa de Moneda en el proyecto EuroMint (2000-2002), dentro del programa ECOS-Overture de la Comisión Europea, junto con las antiguas cecas de Oporto (Portugal); y de Kutna Hora (República Checa). El Ayuntamiento nombró a Murray director segoviano del proyecto.
Desde 1989 a 1990, mientras lideraba las gestiones a favor de la recuperación de la Casa de Moneda de Segovia, Murray investigaba en el Archivo General de Simancas, la historia de la Ceca de Segovia, de las demás cecas españolas y de la política monetaria española. Para dicha investigación contó con becas concedidas por Krause Publications y la American Numismatic Association. Y hasta el año 2000, fue becado por la Fábrica Nacional de Moneda y Timbre de España. El detallado trabajo de investigación desarrollado en Simancas sobre la historia de la Casa de Moneda de Segovia, fructificó en la tesis doctoral que defendió en 2005, obteniendo el título de doctor sobre Historia Moderna por la Universidad de Valladolid.

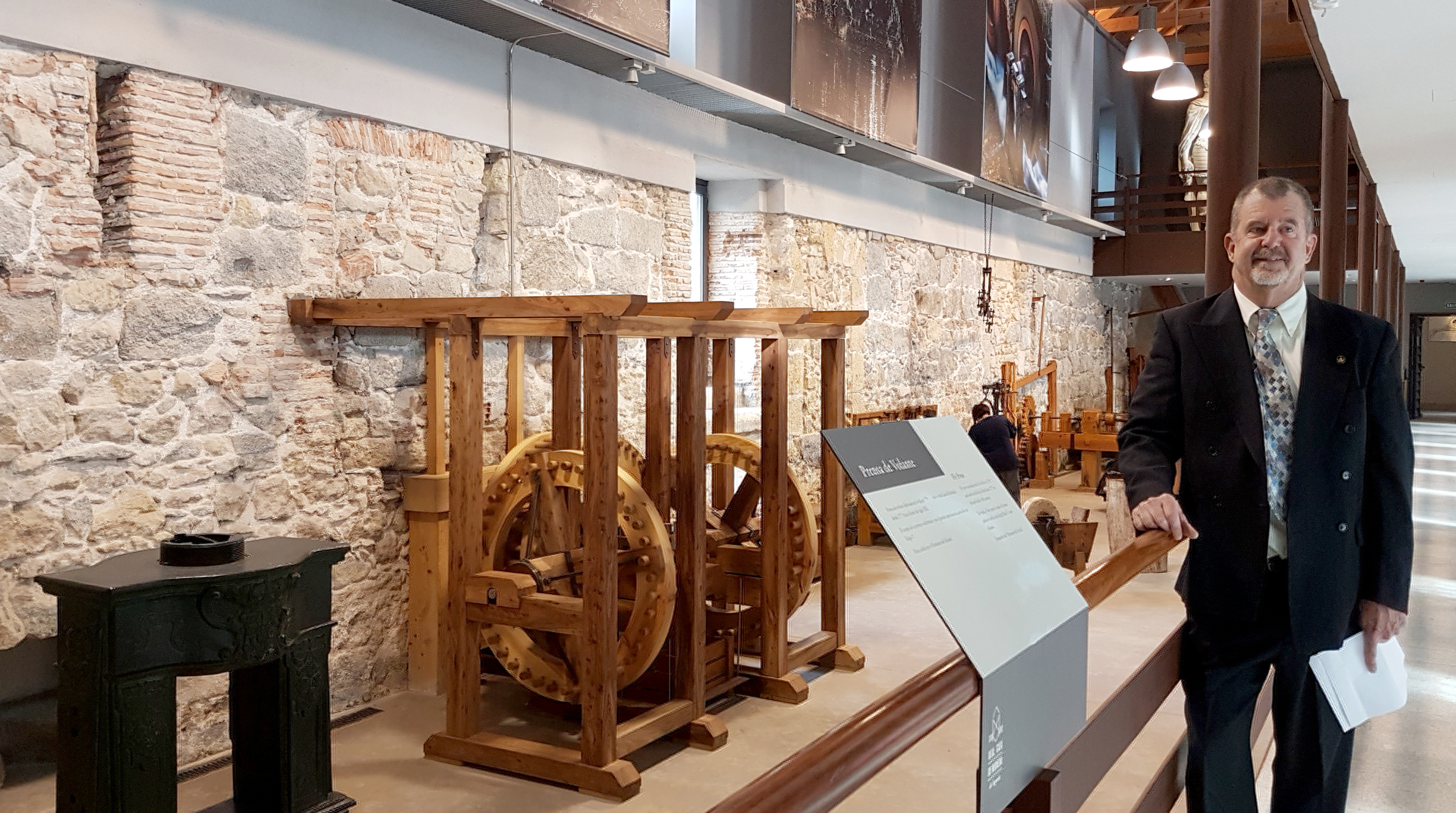
Glenn Murray en el Museo de la Real Casa de Moneda de Segovia.

En 2003, y como resultado del Proyecto EuroMint, el Ayuntamiento segoviano creó la Fundación Real Ingenio de la Moneda, para impulsar el proyecto de rehabilitación de la Casa de Moneda, y nombró a Murray Director Técnico. En 2003, fue contratado por el Ayuntamiento con el fin de redactar el Proyecto Director Museográfico, que entregó en 2004. Dicho proyecto, solicitado por el arquitecto y el Ministerio de Vivienda se utilizó como guía para rehabilitar la arquitectura y fijar los usos de los edificios, respetando en lo posible sus cometidos históricos según la documentación de los archivos. El enfoque principal se centró en la reconstrucción de las ruedas hidráulicas que hoy se utilizan para mover la maquinaria también reconstruida. En 2004, Murray, junto con otros dos colaboradores, ganó el "Premio Internacional García-Diego", de la Fundación Juanelo Turriano, dotado con 12.000 euros, por un estudio realizado sobre la Casa de Moneda de Segovia, que fue publicado por dicha Fundación en 2006. El convenio definitivo para la rehabilitación del edificio fue firmado por el Ministerio de Vivienda, la Junta de Castilla y León y el Ayuntamiento de Segovia el 5 de septiembre de 2005. Por fin, la obra comenzó el 14 de febrero de 2007 bajo la supervisión de Murray como Director Técnico de la Fundación Real Ingenio y se concluyó el 18 de mayo de 2011. En el Museo de la Real Casa de Moneda de Segovia, inaugurado el 29 de junio de 2012, se muestran 50 paneles realizados por Murray diez años antes para el proyecto EuroMint, con el título "Segovia y la Moneda".

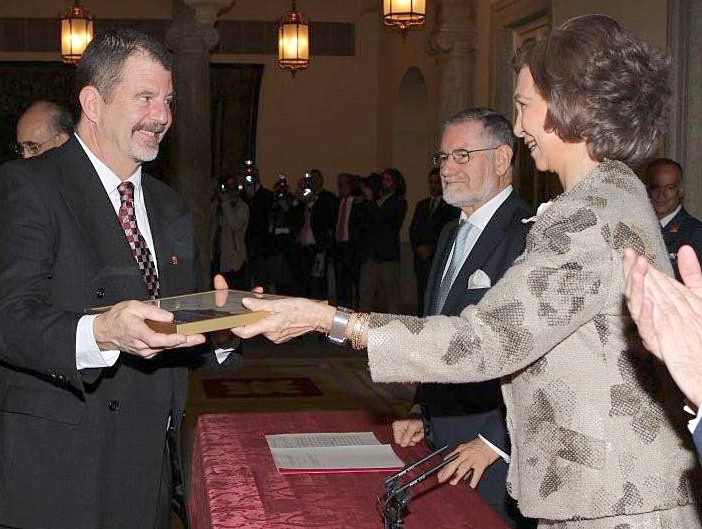
Glenn Murray recibiendo el premio EUROPA NOSTRA de manos de la Reina de España, Doña Sofía.

En 2009, la obra de rehabilitación estaba en marcha. En ese año, Murray fue galardonado con varios premios de carácter internacional, nacional y local. El 5 de junio recibió en Taormina (Italia), el "Gran Premio Unión Europea de Patrimonio Cultural / EUROPA NOSTRA" en la categoría 3 (dedicación individual o colectiva a la conservación del patrimonio), haciendo constar que: "El jurado ha galardonado al Dr. Glenn Murray con el Gran Premio por su gran esfuerzo para salvar la famosa Casa de Moneda de Segovia. Ha fundado la Asociación Amigos de la Casa de la Moneda de Segovia y se ha dedicado más de 20 años hacia la conversión de este sitio histórico, ya en marcha, en un importante museo". El premio conllevaba una dotación de 10.000 euros, suma que Murray donó íntegramente a la Asociación Amigos de la Casa de la Moneda de Segovia. El 30 de mayo recibió del Centro Segoviano de Madrid, el premio "Segoviano del Año", "en atención a su tesonera labor en pro de la recuperación de la Casa de la Moneda, con el reflejo social y patrimonial que para Segovia significa". El 27 de junio recibió en la Sala Capitular de la Catedral de Segovia la "V Medalla Peñalosa" de la Junta de Nobles Linajes de Segovia "considerando la defensa que ha hecho del Patrimonio Histórico-Artístico de Segovia y, muy especialmente, de su Casa de Moneda".
La contribución de Murray en otros aspectos de la conservación del Patrimonio Histórico español también ha sido importante. El 14 de febrero de 2002, junto con otros segovianos, fundó la Asociación Amigos del Patrimonio de Segovia, entidad que participó en la creación de la Federación de Asociaciones del Patrimonio de la Humanidad de Castilla y León en septiembre de 2003. En 2014 fue contratado por el Ayuntamiento de Hall en Tirol (Austria), para redactar un documento explicando la importancia de la antigua Casa de Moneda de dicha ciudad y su vinculación con el patrimonio histórico, al objeto de instar a la UNESCO la declaración de Hall en Tirol como Ciudad Patrimonio de la Humanidad.

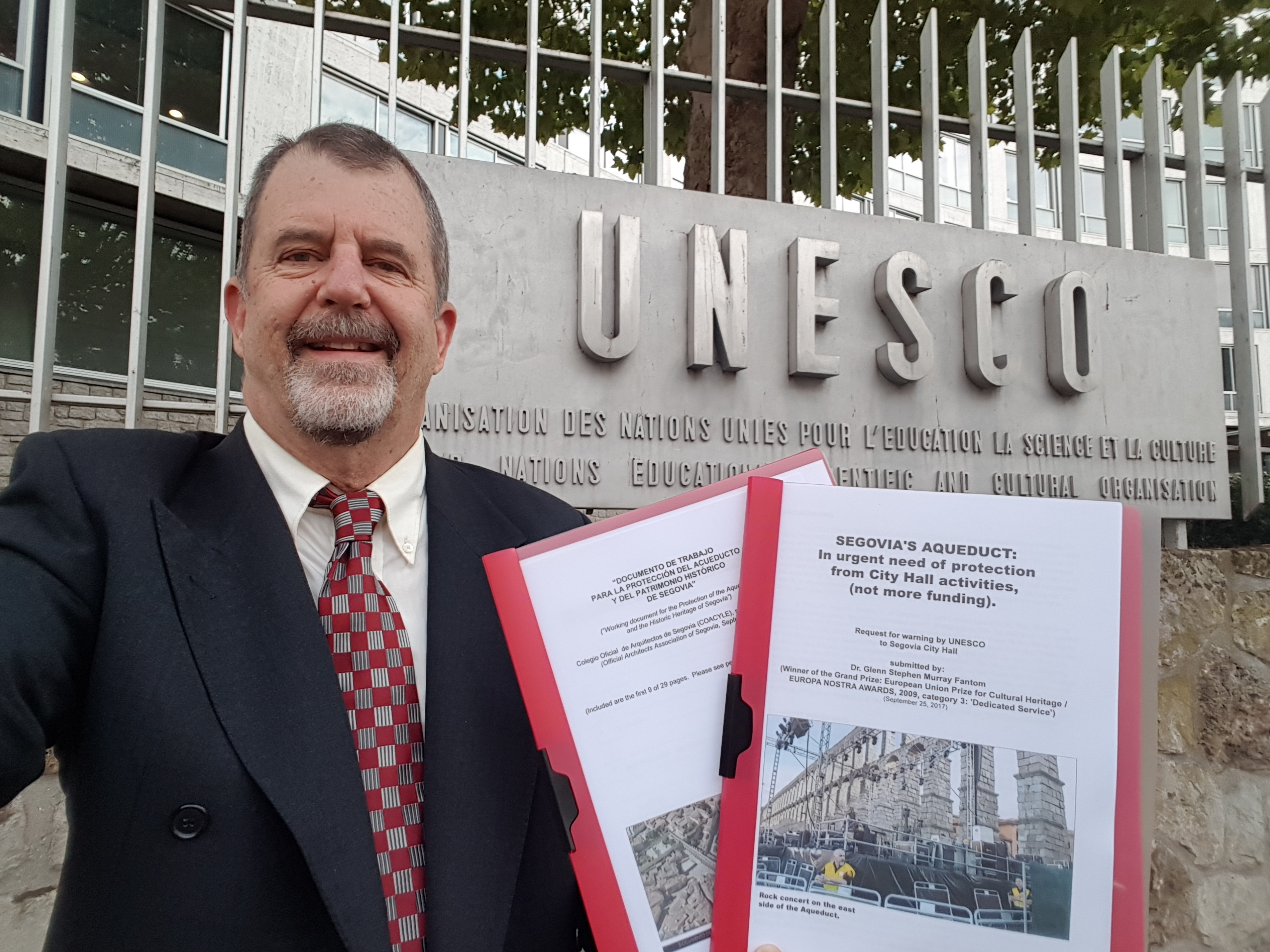
Glenn Murray presentando su informe sobre el Acueducto de Segovia en la UNESCO, París.

Defensor constante y activo del Patrimonio cultural, en 2017, ante los posibles efectos negativos sobre el Acueducto de Segovia debido a los pesados autobuses municipales que circulan a pocos metros del monumento romano, Murray propuso ampliar la zona de protección. Y, el 13 de agosto de 2017, siendo entrevistado en Telecinco, reivindicó la aplicación de las medidas que, en 2011, el Colegio de Arquitectos de Segovia había recomendado sobre el alejamiento del tráfico. La citada entrevista tuvo notables repercusión en prensa y radio nacional. En ella manifestaba su intención de viajar a la sede de la Unesco en París, con el fin de denunciar la escasa protección del Acueducto. La reunión en la UNESCO tuvo lugar el 26 de septiembre de 2017, obteniendo el compromiso por parte de dicha institución de enviar cartas a las administraciones local, regional y nacional. Diez semanas después, el 10 de diciembre, comenzaron a trasladarse los grandes bolardos, cuya distancia máxima al Acueducto era de 5 metros, que fue ampliada a 24 metros. De este modo, se consiguió una zona de protección cuatro veces mayor que la anterior, cuya ejecución supuso una obra sencilla, pero de gran importancia, que concluyó el 22 de diciembre de 2017.
Fruto de su investigación en archivos, museos y casas de moneda en Europa y Sudamérica es un conjunto de más de cien publicaciones, entre libros, artículos y conferencias, no solo sobre la Casa de Moneda de Segovia sino también sobre otras cecas y temas relacionados, como tecnologías de acuñación, política monetaria española y patrimonio histórico industrial.

## Algunas publicaciones
- MURRAY, Glenn; y GÓMEZ Leonor. "Génesis del Real Ingenio de la Moneda de Segovia: (I) la Idea (1574-1582)". Madrid, NVMISMA, núm. 228, 1991, págs. 59-80.

- MURRAY, Glenn. "Las actuaciones del ensayador Sebastián González de Castro y la técnica de acuñación del vellón en la Casa Vieja y el Real Ingenio de Segovia (1660-1664)". Madrid, NVMISMA, núm. 229, 1991, págs. 105-126.

- MURRAY, Glenn. "Génesis del Real Ingenio de la Moneda de Segovia: (II) Búsqueda y concertación del emplazamiento (1582-1583)". Madrid, NVMISMA, núm. 232, 1993, págs. 177-122.

- MURRAY, Glenn. "Juan de Herrera, arquitecto del Real Ingenio de la Moneda de Segovia". Segovia, Estudios Segovianos, núm. 91, 1994, págs. 543-558.

- MURRAY, Glenn. "Génesis del Real Ingenio de la Moneda de Segovia: (III) Construcción de los edificios (1583-1588)". Madrid, NVMISMA, núm. 234, 1994, págs. 111-153.

- MURRAY, Glenn. "Génesis del Real Ingenio de la Moneda de Segovia: (IV) Transporte de la maquinaria y las primeras pruebas (1584-1586)". Madrid, NVMISMA, núm. 235, 1994, págs. 85-119.

- MURRAY, Glenn. "La fundación del Real Ingenio de la Moneda de Segovia, desde los primeros indicios hasta sus primeras monedas (1574-1586), visto a través de 43 documentos del Archivo General de Simancas". En Premios Mariano Grau, convocatorias 1989-1990. Segovia: Real Academia de Historia y Arte de San Quirce, 1997, págs. 355-542.

- MURRAY, Glenn. "Felipe II: la falta de la sigla del ensayador en sus monedas del Real Ingenio de Segovia". En Gaceta Numismática, Barcelona: Asociación Numismática Española, núm. 129, junio, 1998, págs. 53-62.

- MURRAY, Glenn. "The Segovia Mint Project: Retrieving the activity in a sixteenth-century Mint". En Congreso Internacional de Museología del Dinero, sesión VI, Generando recursos económicos, Madrid, Museo Casa de la Moneda, 20 de octubre de 1999.

- MURRAY, Glenn. "A Royal Visitor: The Prince of Wales and the Segovia Mint". En Fleur-de-Coin Review, British Royal Mint, issue 17, abril, 2000, págs. 4-7.

- MURRAY, Glenn. "El rechazo de la moneda perfecta del Real Ingenio de Segovia: el fraude de Felipe II y los cercenadores genoveses". Madrid: NVMISMA, núm. 245, enero-diciembre de 2001, págs. 175-181.

- MURRAY, Glenn. Guía de las Cecas españolas, 18 casas de moneda + socios EuroMint. Proyecto EuroMint. Segovia: Artec, 2003, 48 págs.

- MURRAY, Glenn. El Real Ingenio de Segovia, industria y moneda. Tesis doctoral, leída en la Universidad de Valladolid, el 2 de febrero de 2004, departamento de Historia Moderna, Contemporánea y de América, Periodismo y Comunicación Audiovisual y Publicidad, dentro del Programa de “Espacio y Sociedad, Edades Moderna y Contemporánea”.

- MURRAY, Glenn. "Acuñación de moneda en Segovia: del martillo a la prensa automática". En Ciencias y Técnicas en la historia de Segovia, XXIV Curso de Historia de Segovia, Segovia, marzo-junio de 2003, Real Academia de Historia y Arte de San Quirce, Segovia, Gráficas Ceyde, 2004, págs. 41-51.

- MURRAY, Glenn. "Historic Mints: The Complex Industry of Coin Manufacturing. The Royal Mill Mint of Segovia, Spain.". Patrimonie de l’industrie, ressources, practiques, cultures, TICCIH-International, núm. 12, año 6, 2004, págs. 73-76.

- MURRAY FANTOM, Glenn Stephen. La historia del Real Ingenio de la Moneda de Segovia, y el proyecto para su rehabilitación. Madrid: Fundación Real Ingenio de la Moneda de Segovia, Gráficas 82, 2006, 120 págs.

- MURRAY FANTOM, Glenn Stephen; IZAGA REINER, José María; y SOLER VALENCIA, Jorge Miguel. El Real Ingenio de la Moneda de Segovia, maravilla tecnológica del siglo XVI. Madrid: Fundación Juanelo Turriano, 2006, 374 págs.

- MURRAY, Glenn. "Designing Product Security: the case of Coinage", ICOHTEC symposium 2007, Fashioning Technology, Copenhagen, Denmark, 14-19 de agosto de 2007.

- MURRAY, Glenn. El Real Ingenio de la Moneda de Segovia, fábrica industrial más antigua, avanzada y completa que se conserva de la humanidad. Razonamiento científico de la propuesta para su declaración como Patrimonio de la Humanidad. Segovia: Cámara de Comercio e Industria de Segovia, 2008, 92 págs.

- MURRAY, Glenn. "Reutilization of our Industrial Heritage: the Unique Example of the Royal Segovia Mint Museum in Spain (1583)", in HISTORY OF MACHINES FOR HERITAGE AND ENGINEERING DEVELOPMENT. History of Mechanization and Machine Science 14, Springer, ed: J.M. de la Portilla and Marco Ceccarelli, 2011, pages 1-44.

- MURRAY, Glenn. Casa de Moneda de Madrid, cantidades acuñadas y ensayadores, 1614-1868. En conmemoración del 400 aniversario de su fundación en 1614. Segovia: Asociación Amigos de la Casa de la Moneda de Segovia, 2014, 188 págs.

- MURRAY, Glenn. Guía de las cantidades acuñadas, cecas de Potosí y Lima. Una síntesis y conversión matemática del trabajo de Carlos Lazo García, con sección especial de galanos, en memoria de Carlos Lazo García. Segovia: Asociación Amigos de la Casa de la Moneda de Segovia, 2016, 296 págs.

- MURRAY, Glenn y ORCAJO, José. Segovia y la moneda; desde el as romano hasta el Museo de la Real Casa de Moneda de Segovia. Historia de la Ceca en viñetas de cómic. Segovia: Asociación Amigos de la Casa de la Moneda de Segovia, 2017, 20 págs.

- MURRAY, Glenn y ORCAJO, José. The Coins of Segovia; from the Roman As to the Royal Segovia Mint Museum. History of the Mint in comic vignettes. Segovia: Friends of the Segovia Mint Association, 2017, 20 pages.

- MURRAY, Glenn. El Real Ingenio de la Moneda de Segovia, guía del monumento y de las acuñaciones en Segovia desde 30 a.C. hasta 1869. Segovia: Asociación Amigos de la Casa de la Moneda de Segovia, 2018, 130 págs.